# 地球型惑星
| 地球型惑星 （岩石惑星、固体惑星） | 地球型惑星 （岩石惑星、固体惑星） | 水星   | 内惑星 |
| 地球型惑星 （岩石惑星、固体惑星） | 地球型惑星 （岩石惑星、固体惑星） | 金星   | 内惑星 |
| 地球型惑星 （岩石惑星、固体惑星） | 地球型惑星 （岩石惑星、固体惑星） | 地球   | -      |
| 地球型惑星 （岩石惑星、固体惑星） | 地球型惑星 （岩石惑星、固体惑星） | 火星   | 外惑星 |
| 広義の 木星型惑星 （大惑星）      | 木星型惑星 （巨大ガス惑星）       | 木星   | 外惑星 |
| 広義の 木星型惑星 （大惑星）      | 木星型惑星 （巨大ガス惑星）       | 土星   | 外惑星 |
| 広義の 木星型惑星 （大惑星）      | 天王星型惑星 （巨大氷惑星）       | 天王星 | 外惑星 |
| 広義の 木星型惑星 （大惑星）      | 天王星型惑星 （巨大氷惑星）       | 海王星 | 外惑星 |

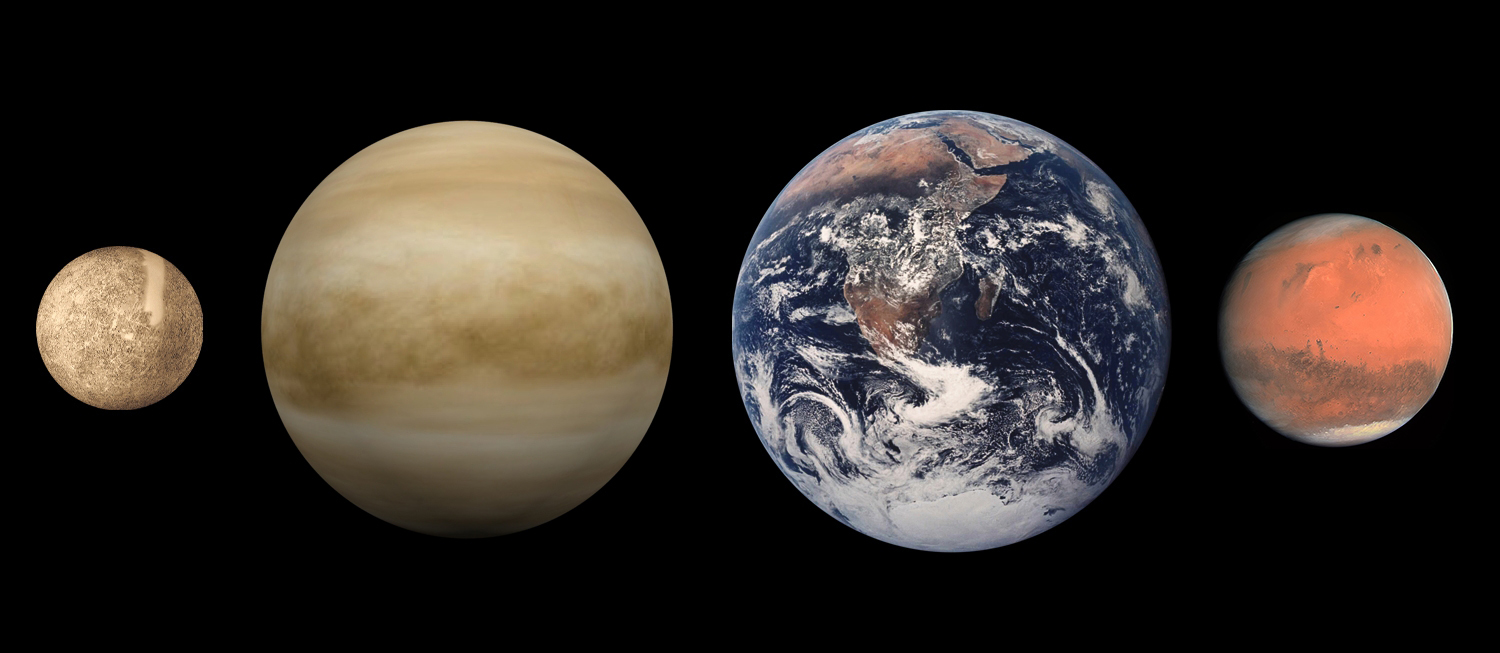
同縮尺の太陽系の4つの地球型惑星

地球型惑星（地球）の構造 1：内核、2：外核、3：下部マントル、4：上部マントル、5：地殻、6:地表

地球型惑星（ちきゅうがたわくせい、英語: terrestrial planet、telluric planet）とは、主に岩石や金属などの難揮発性物質から構成される惑星である。岩石惑星（英語: rocky planet）、固体惑星（英語: solid planet）ともいい、太陽系では水星・金星・地球・火星の4惑星がこれにあたる。太陽系のうち、これらの惑星が位置する領域を内太陽系と呼称する場合がある。木星型惑星・天王星型惑星と比べ、質量が小さく密度が大きい。
惑星科学の観点からは月も性質上「地球型惑星」の一種として考えられることが多いという。しかし惑星の定義としては衛星が明確に除外されており、「惑星」の分類としての「地球型惑星」を言う場合、月については触れないのが通常である。

## 太陽系での地球型惑星の形成
太陽系の起源は、宇宙空間に漂う星間雲にある。星間雲は水素が主成分で、これにヘリウム、微少量の（天文学的にいう）重元素が混ざっている。星間雲の形成は、銀河系円盤内の密度波によるとする説が有力である。近傍で超新星爆発が起こるなどの何らかのきっかけがあると星間雲の内部でガスが圧縮され、密度ムラが生じる。相対的に密度が高い部分は自己重力により収縮し、周囲のガスを付加しながら高密度化する。この高密度化した部分で恒星が誕生する。
星間雲はもともとわずかに回転しているため、収縮した部分は、その中心（原始星）の周囲を回転しつつ、重力が向心力として働く原始惑星系円盤を形成する。円盤内では、微少量の重元素のうち固体を形成する成分が赤道面に沈積し、ここで微惑星が誕生する。この微惑星が衝突合体（集積）を繰り返して成長したものが惑星である。
岩石質、金属質の微惑星が集積してできた惑星は、固体惑星あるいは地球型惑星と呼ばれる。水やメタン、二酸化炭素などの氷が存在できない領域で形成されるので、必然的に恒星に近い場所で誕生する。

## 系外地球型惑星
地球型惑星は、質量・体積ともに小さいため、もし太陽系以外の恒星系に地球型惑星が存在していても、それを発見するのは木星型惑星に比べてきわめて難しかった。
しかし観測技術の発達から、2005年にはアメリカの探査チームが地球から15光年離れた赤色矮星グリーゼ876において、地球質量6～7倍の地球型惑星とみられるグリーゼ876dを発見。さらに同年、重力レンズを用いた観測により約2万光年先の距離にて、地球質量5倍程度の惑星OGLE-2005-BLG-390Lbを報告した。
続く2007年には、地球から20光年離れた赤色矮星グリーゼ581に地球質量のそれぞれ5倍（グリーゼ581c）と8倍（グリーゼ581d）の惑星が発見される。このうちグリーゼ581cはハビタブルゾーン（生命居住可能領域）内を公転しているとみられていたが、後に否定的な論文が発表された。それに代わり、グリーゼ581dやgがハビタブルゾーン内を公転している可能性が示唆されている。また2009年には地球質量の2倍とみられるグリーゼ581eが見つかっている。
これらは「スーパーアース（巨大地球型惑星）」と呼ばれ、太陽系の地球型惑星と比較するとやや質量は大きい。しかし主成分は地球などと同様、岩石（一部は氷）とされており、今後、更なる低質量の惑星発見が期待されている。
また、ヨーロッパ南天天文台 (ESO) が原始惑星系円盤の内側領域で、地球型惑星の材料となる岩石質微惑星の形成が進んでいるという観測結果を報告したことや、シミュレーション（数値計算実験）技術の発達から、多くの恒星に地球型惑星が存在する可能性があるという考え方が強くなってきている。
2009年、ヨーロッパ南天天文台はCoRoT-7b（コロー7b）と呼ばれる天体が系外地球型惑星である可能性があると発表した。系外地球型惑星とみられる天体は、前述のように2009年以前にも複数観測されていたが、それらは質量や公転軌道から地球型惑星と推測されたものだった。CoRoT-7bの場合は質量に加えて惑星の半径まで判明したため、平均密度が計算可能となった。具体的な天体の密度に基づいて地球型惑星の可能性が高いと判断されたのはこれが最初の例である。
地球型惑星には2つのタイプがある。
1つは恒星から遠くに形成した惑星で、溶融した表面「マグマオーシャン」が数百万年以内に固化して、初期海洋の形成に成功する「タイプI」。もう1つは恒星から近くに形成した惑星で、固化までに1億年もの長い時間を要し、その間に水のほとんどを惑星外へ失い、初期海洋の形成に失敗する「タイプII」。
この違いは恒星からの距離で決まり、その境となる軌道半径は、太陽系の場合、太陽から地球までの距離1au（天文単位）に対して0.6-0.8au付近と推定されている。地球はタイプI、0.72auの軌道に位置する金星はタイプIIの可能性が高い、と考えられている。